# Джигаури, Джамбул
Джамбул (Джаба) Джигаури (груз. ჯიღაური ჯამბულ; род. 8 июля 1992, Тбилиси) — грузинский футболист, полузащитник узбекистанского клуба «Насаф». Чемпион Узбекистана 2024

## Биография

### Клубная карьера
Играть начал в тбилисской «Пирамиде» у тренера Иракли Анчабадзе. Профессиональную карьеру начал в тбилисском «Динамо». В его составе дебютировал в чемпионате Грузии 22 мая 2011 года в матче последнего тура против «Торпедо» Кутаиси (1:2), в котором провёл на поле все 90 минут и стал автором единственного гола своей команды на 56-й минуте. В следующем сезоне стал одним из основных игроков «Динамо», но в сезоне 2012/13 вновь потерял место в составе, проведя за основную команду лишь 2 матча. Сезон 2013/14 провёл на правах аренды в другом грузинском клубе «Чихура», за который сыграл 26 матчей и забил 7 голов. Летом 2014 года «Чихура» продлила аренду игрока ещё на полгода, после чего Джигаури вернулся в «Динамо».
Зимой 2017 года подписал контракт с македонским клубом «Вардар», в составе которого стал чемпионом Македонии. В сезоне 2017/18 дошёл с клубом до групповой стадии Лиги Европы, где принял участие во всех 6 матчах, но не отметился результативными действиями. Во время зимней паузы покинул клуб и перешёл в казахстанский «Актобе», однако сезон в Казахстане начал в составе другого клуба «Ордабасы», где выступал на правах аренды и провёл 13 матчей, в которых забил 3 мяча. После окончания аренды покинул «Актобе», так и не сыграв за команду ни одного матча и перешёл в клуб французской Лиги 2 «Гренобль».

### Карьера в сборной
Дебютировал за сборную Грузии 27 мая 2016 года в товарищеском матче со сборной Словакии, в котором вышел на замену на 79-й минуте вместо Валерия Казаишвили. В 2018 году провёл один матч за сборную в рамках Лиги наций УЕФА.

## Достижения
«Динамо» Тбилиси
- Чемпион Грузии (2): 2012/2013, 2015/2016
- Обладатель Кубка Грузии (2): 2014/2015, 2015/2016
- Обладатель Суперкубка Грузии (1): 2015

«Чихура»
- Обладатель Суперкубка Грузии: 2013

«Вардар»
- Чемпион Македонии: 2016/2017